# Ray Bourque
Raymond Jean "Ray" Bourque, född 28 december 1960 i Montréal, Québec, är en kanadensisk före detta professionell ishockeyspelare på backpositionen.
Han har två söner, Chris och Ryan, som också spelar ishockey och där Chris spelar i Washington Capitals och Ryan spelar i New York Rangers.

## Karriär
Bourque valdes av Boston Bruins som åttonde spelare totalt i första rundan i 1979 års NHL-draft. Han började spela i NHL redan samma säsong och vann Calder Memorial Trophy, som ligans bästa nykomling. Under de 20 år han tillbringade i Boston kom han att ses som en av världens bästa backar.
Bourque har gjort 1579 poäng under sin karriär vilket är NHL-rekord för backar. Han har även vid fem tillfällen tilldelats James Norris Memorial Trophy som ligans bäste back, samt spelat i NHL:s All Star-match 19 gånger.
1998 samlade tidningen The Hockey News ihop en kommitté av 50 hockeyexperter bestående av före detta NHL-spelare, journalister, TV-bolag, tränare och styrelsemedlemmar för att göra en lista över de 100 bästa spelarna i NHL:s historia. Experterna röstade fram Bourque till NHL-historiens näst bästa back efter barndomsidolen Bobby Orr, på fjortonde plats totalt.
Säsongen 1999–00 blev han bortbytt till Colorado Avalanche för att få en chans att vinna Stanley Cup, vilket han lyckades med, och lade sedan skridskorna på hyllan.

## Statistik

### Klubbkarriär
| 1976–77      | Draveurs de Trois-Rivières | LHJMQ        | 39   | 3   | 20   | 23   | 27   | —   | —  | —   | —   | —   |
|              | Éperviers de Sorel         | LHJMQ        | 30   | 9   | 16   | 25   | 29   | —   | —  | —   | —   | —   |
| 1977–78      | Éperviers de Verdun        | LHJMQ        | 72   | 22  | 57   | 79   | 90   | 4   | 2  | 1   | 3   | 0   |
| 1978–79      | Éperviers de Verdun        | LHJMQ        | 63   | 22  | 71   | 93   | 44   | 11  | 3  | 16  | 19  | 18  |
| 1979–80      | Boston Bruins              | NHL          | 80   | 17  | 48   | 65   | 73   | 10  | 2  | 9   | 11  | 27  |
| 1980–81      | Boston Bruins              | NHL          | 67   | 27  | 29   | 56   | 96   | 3   | 0  | 1   | 1   | 2   |
| 1981–82      | Boston Bruins              | NHL          | 65   | 17  | 49   | 66   | 51   | 9   | 1  | 5   | 6   | 16  |
| 1982–83      | Boston Bruins              | NHL          | 65   | 22  | 51   | 73   | 20   | 17  | 8  | 15  | 23  | 10  |
| 1983–84      | Boston Bruins              | NHL          | 78   | 31  | 65   | 96   | 57   | 3   | 0  | 2   | 2   | 0   |
| 1984–85      | Boston Bruins              | NHL          | 73   | 20  | 66   | 86   | 53   | 5   | 0  | 3   | 4   |     |
| 1985–86      | Boston Bruins              | NHL          | 74   | 19  | 58   | 77   | 68   | 3   | 0  | 0   | 0   | 0   |
| 1986–87      | Boston Bruins              | NHL          | 78   | 23  | 72   | 95   | 36   | 4   | 1  | 2   | 3   | 0   |
| 1987–88      | Boston Bruins              | NHL          | 78   | 17  | 64   | 81   | 72   | 23  | 3  | 18  | 21  | 26  |
| 1988–89      | Boston Bruins              | NHL          | 60   | 18  | 43   | 61   | 52   | 10  | 0  | 4   | 4   | 6   |
| 1989–90      | Boston Bruins              | NHL          | 76   | 19  | 65   | 84   | 50   | 17  | 5  | 12  | 17  | 16  |
| 1990–91      | Boston Bruins              | NHL          | 76   | 21  | 73   | 94   | 75   | 19  | 7  | 18  | 25  | 12  |
| 1991–92      | Boston Bruins              | NHL          | 80   | 21  | 60   | 81   | 56   | 12  | 3  | 6   | 9   | 12  |
| 1992–93      | Boston Bruins              | NHL          | 78   | 19  | 63   | 82   | 40   | 4   | 1  | 0   | 1   | 2   |
| 1993–94      | Boston Bruins              | NHL          | 72   | 20  | 71   | 91   | 58   | 13  | 2  | 8   | 10  | 0   |
| 1994–95      | Boston Bruins              | NHL          | 46   | 12  | 31   | 43   | 20   | 5   | 0  | 3   | 3   | 0   |
| 1995–96      | Boston Bruins              | NHL          | 80   | 20  | 62   | 82   | 58   | 5   | 1  | 6   | 7   | 2   |
| 1996–97      | Boston Bruins              | NHL          | 62   | 19  | 31   | 50   | 18   | —   | —  | —   | —   | —   |
| 1997–98      | Boston Bruins              | NHL          | 82   | 13  | 35   | 48   | 80   | 6   | 1  | 4   | 5   | 2   |
| 1998–99      | Boston Bruins              | NHL          | 81   | 10  | 47   | 57   | 34   | 12  | 1  | 9   | 10  | 14  |
| 1999–00      | Boston Bruins              | NHL          | 65   | 10  | 28   | 38   | 20   | —   | —  | —   | —   | —   |
| 1999–00      | Colorado Avalanche         | NHL          | 14   | 8   | 6    | 14   | 6    | 13  | 1  | 8   | 9   | 8   |
| 2000–01      | Colorado Avalanche         | NHL          | 80   | 7   | 52   | 59   | 48   | 21  | 4  | 6   | 10  | 12  |
| LHJMQ totalt | LHJMQ totalt               | LHJMQ totalt | 204  | 56  | 164  | 220  | 195  | 15  | 5  | 17  | 22  | 18  |
| NHL totalt   | NHL totalt                 | NHL totalt   | 1612 | 410 | 1169 | 1579 | 1141 | 214 | 41 | 139 | 180 | 171 |

## Troféer och priser
- Stanley Cup – 2001
- Calder Memorial Trophy – 1980
- James Norris Memorial Trophy – 1987, 1988, 1990, 1991 och 1994
- King Clancy Memorial Trophy – 1992